# برهان‌الدین قیراطی
ابواسحاق، ابراهیم بن عبدالله قیراطی شهرت‌یافته به برهان‌الدین قیراطی (۱۳۲۶ - ۱۳۷۹) محدث و شاعر مصری در سدهٔ هشتم هجری بود. در سال ۷۷۶ق به قاهره درآمد و به ابن نباته پیوست. از او صناعت شعری آموخت؛ سپس به مکه رفت و تا پایان عمر مجاور مکه ماند.